# Richmond Boakye
Richmond Boakye (Acra, 28 de enero de 1993) es un futbolista internacional ghanés que juega de delantero en el F. K. Sloga Doboj de la Liga Premier de Bosnia y Herzegovina.

## Carrera
Nacido en Acra, Ghana, Boakye comenzó su carrera en el Bechem United de su país natal. Posteriormente se mudó a Agogo, en la región de Ashanti, para jugar con el DC United, permaneciendo en el club hasta 2008, cuando fue descubierto por el Genoa C. F. C. tras un torneo en Vicenza, Italia.

### Genoa
Después de su transferencia al Genoa C. F. C. en 2009, Boakye pasó la temporada 2009-10 de la Serie A jugando en el Torneo Primavera para el club de Liguria. El 3 de abril de 2010, Boakye hizo su debut en la primera división italiana en un partido contra el Livorno. Salió del banquillo como suplente de David Suazo en el minuto 13 y anotó el gol inicial, concluyendo el encuentro en empate 1-1. El 2 de mayo disputó su segundo partido, sustituyendo a Giuseppe Sculli en el minuto 71.
El 21 de junio de 2011, Boakye se unió al U.S. Sassuolo de la Serie B en calidad de préstamo por un año, logrando anotar 12 goles en 34 partidos para el club, que perdería la ocasión de ascender a la máxima categoría tras la derrota en el playoff de ascenso ante la Sampdoria.

### Juventus
Sus actuaciones con el Neroverde no pasaron desapercibidas, ya que el jugador finalmente fue fichado por el campeón de liga, la Juventus de Turín, en un acuerdo de copropiedad junto al Genoa en julio de 2012. Sin embargo, después de unirse al club de Piamonte Boakye se marcharía nuevamente como cedido al Sassuolo, durante una temporada más. Además, la Juventus no pagó la transferencia por el jugador, sino que canceló la deuda que mantenía con el Genoa tras la venta de Ciro Immobile en un acuerdo de copropiedad similar efectuado en enero de 2012.
Boakye regresó a la Juventus el 30 de junio de 2013, pero luego fue cedido al Elche C. F. en España para la temporada 2013-14. Terminó la temporada con 6 goles anotados en 31 partidos ligueros (12 titularidades) para el club español, y regresó nuevamente a la Juventus el 30 de junio de 2014, después de que la copropiedad con el Génova se renovara apenas diez días antes.

### Atalanta
El 21 de julio de 2014, el Genoa vendió la mitad de los derechos de Boakye (50%) a la Atalanta por 1,3 millones de euros, y la Juventus retuvo la otra mitad. El 23 de junio de 2015, el equipo bergamasco compró directamente a Boakye a la Juventus por 1,6 millones de euros.
El 31 de agosto de 2015, Boakye fue cedido al club neerlandés Roda JC Kerkrade.

### Latina
En enero de 2016, Boakye fue vendido al U.S. Latina Calcio en un acuerdo temporal con la obligación de firmar al final de la temporada, por una cantidad de traspaso no revelada.

### Estrella Roja de Belgrado
En enero de 2017 llegó cedido por un año y medio al Estrella Roja de Belgrado. Boakye impresionó con sus actuaciones a la entidad serbia, marcando la impresionante cifra de 16 goles en 19 partidos y ganando el premio al mejor jugador de la semana de la Superliga de Serbia en dos ocasiones.
La temporada estuvo marcada por una feroz rivalidad entre el Estrella Roja y el Partizán de Belgrado, y el título liguero se decidió en la última jornada del campeonato. El trofeo terminó en manos del Partizán, con el Estrella Roja terminando en segundo puesto. Boakye hizo un total de 18 apariciones, pasó 1375 minutos en el terreno de juego y anotó 16 goles. No pudo luchar por el título de máximo goleador de la liga ya que llegó durante el mercado de invierno y se perdió la primera mitad de la temporada. Sin embargo, su gran desempeño en Serbia sirvió para que el director técnico de la selección nacional de Ghana, James Kwesi Appiah, pidiese a Boakye que se uniera a la selección. Boakye también se convirtió en agente libre el 29 de mayo, tras la quiebra del Latina.
El Estrella Roja de Belgrado fichó a Boakye el 27 de junio de 2017. El jugador ghanés comenzó la temporada con 5 goles en los primeros 3 partidos de clasificación para la UEFA Europa League 2017-18. Sumó dos goles más en su quinto y sexto partido de clasificación.
El 14 de diciembre de 2017 fue elegido por la junta directiva como el jugador del año del Estrella Roja de 2017. Su rendimiento en Serbia atrajo el interés de numerosos equipos extranjeros en el mercado de invierno de la temporada 2017-18, entre ellos el Chelsea de Antonio Conte, quienes lo ojearon de cerca.

### Jiangsu Suning
El 27 de febrero de 2018, Boakye fue transferido a Jiangsu Suning de China por una tarifa de € 5,5 millones.

### Regreso al Estrella Roja
El 31 de agosto de 2018, Boakye firmó un nuevo contrato de 2,5 años con una extensión opcional de un año para Estrella Roja en una transferencia de € 2,5 millones, solo seis meses después de la transferencia al Jiangsu Suning. Boakye contribuyó a la campaña de la UEFA Champions League 2018-19 del equipo serbio, ya que se clasificó para la fase de grupos por primera vez tras 27 años. Después de convertirse en el mejor goleador extranjero en la historia del club, Boakye también fue el primer extranjero en vestir la camiseta del Estrella Roja en dos períodos separados a lo largo de su carrera. El 15 de septiembre de 2018 anotó un doblete contra el FK Radnik Surdulica en su primer partido tras su regreso al Estrella Roja. El 23 de septiembre de 2018, marcó de cabeza ante el Partizán en el derbi eterno de Belgrado, que acabó en empate 1-1.

## Selección nacional
Richmond Boakye ha sido internacional con la selección de fútbol de Ghana en 19 ocasiones y ha marcado 7 goles. Debutó el 15 de agosto de 2012, en un encuentro amistoso ante la selección de China que finalizó con marcador de 1-1.

### Participaciones en Copas del Mundo
| Mundial                     | Sede    | Resultado     |
| --------------------------- | ------- | ------------- |
| Copa Mundial Sub-20 de 2013 | Turquía | Tercer puesto |

### Participaciones en Copas Africanas
| Copa                           | Sede      | Resultado      |
| ------------------------------ | --------- | -------------- |
| Copa Africana de Naciones 2013 | Sudáfrica | Cuartos puesto |
| Copa Africana de Naciones 2021 | Camerún   | Primera fase   |

## Palmarés

### Campeonatos nacionales
| Título              | Club                      | País   | Año     |
| ------------------- | ------------------------- | ------ | ------- |
| Serie B             | U. S. Sassuolo            | Italia | 2012-13 |
| Superliga de Serbia | Estrella Roja de Belgrado | Serbia | 2018-19 |
| Superliga de Serbia | Estrella Roja de Belgrado | Serbia | 2019-20 |